# 施特里吉斯塔尔
施特里吉斯塔尔（德語：Striegistal，意为“施特里吉斯河谷”）是德国萨克森州的市镇，隶属于中萨克森县。总面积为77.23平方千米，截至2023年12月31日总人口为4,606人。